# Монтегю, Уильям, 9-й герцог Манчестер
Уильям Ангус Дрого Монтегю, 9-й герцог Манчестер (англ. William Angus Drogo Montagu, 9th Duke of Manchester; 3 марта 1877 — 9 февраля 1947) — британский наследственный пэр и либеральный политик, капитан йоменской гвардии (1905—1907) в либеральном правительстве сэра Генри Кэмпбелла-Баннермана. Он именовался лордом Кимболтоном в 1877—1890 годах и виконтом Мандевилем с 1890 по 1892 год.

## Ранняя жизнь
Родился 3 марта 1877 года как Уильям Ангус Дрого Монтегю. Единственный сын Джорджа Монтегю, 8-го герцога Манчестера (1853—1892) и его жены Консуэло Изнага дель Валье (1853—1909), кубино-американской наследницы. Его сестрами были леди Жаклин Мэри Альва Монтегю и леди Элис Элеонора Луиза Монтегю, которые умерли незамужними.
Его дедушкой и бабушкой по отцовской линии были Уильям Монтегю, 7-й герцог Манчестер (1823—1890), и бывшая графиня Луиза фон Альтен (1832—1911). После смерти деда в 1890 году его бабушка снова вышла замуж за Спенсера Кавендиша, 8-го герцога Девоншира (1833—1908), и была названа «Двойной герцогиней». Его дедом по материнской линии был дон Антонио Изнага дель Валье. Среди его родственников по материнской линии были тетя Наталья Язнага (жена сэра Джона Листер-Кея, 3-го баронета) и дядя Фернандо Язнага (муж Дженни Смит, сестра Альвы Смит Вандербильт Бельмонт).
Он получил образование в Итоне и Тринити-колледже в Кембридже.

## Карьера

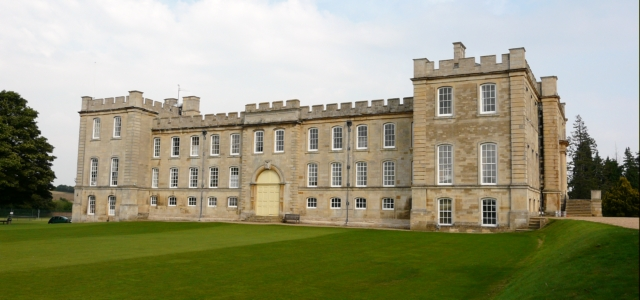
Замок Кимболтон, Хантингдоншир, бывшая родовая резиденция герцогов Манчерских

Уильям Монтегю сменил своего отца в качестве 9-го герцога Манчестера в 1892 году в возрасте пятнадцати лет и занял его место на либеральных скамьях в Палате лордов в июне 1902 года. Когда либералы пришли к власти в декабре 1905 года под руководством сэра Генри Кэмпбелла-Баннермана, он был назначен капитаном йоменской гвардии. Он сохранял этот пост до апреля 1907 года, но больше никогда не занимал министерской должности. Помимо политической карьеры, он также добился чина капитана ланкаширских фузилёров.

## Банкротство
Герцог Манчестер был печально известным расточителем, и в результате чрезмерных расходов его и двух предыдущих герцогов состояние семьи, которое и без того было низким, было полностью исчерпано и привело к продаже семейных земель во время правления десятого герцога. Он провел большую часть своей жизни за границей, уклоняясь от кредиторов, разыскивая богатых супругов и пытаясь получить деньги от богатых знакомых . Он, пожалуй, наиболее известен в Америке по ведущему делу Гамильтон против Дрого, 150 н. Э. 496 (Нью-Йорк, 1926 г.), который касался учреждения расточительного фонда в пользу молодого герцога.

## Личная жизнь

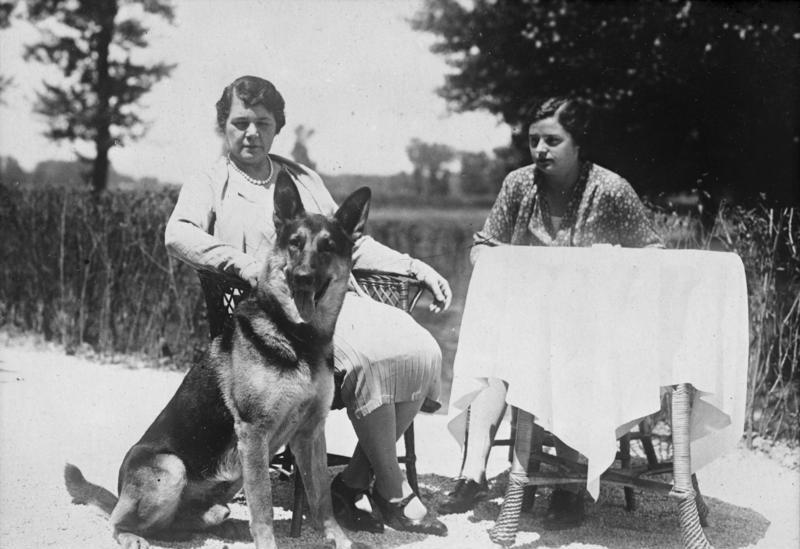
Хелена Циммерман, первая жена герцога Манчестера, и его дочь в 1930 году

14 ноября 1900 года герцог Манчестер женился в Лондоне на Хелене Циммерман (25 сентября 1878 — 15 декабря 1971). Она была дочерью американского промышленника Юджина Циммермана (1845—1914) из Цинциннати, штат Огайо, президента железной дороги и крупного акционера «Стандард Ойл». Брак был тайным, и его мать, Консуэло, была потрясена им. У них родилось четверо детей:
- Леди Мэри Элис Монтегю (26 октября 1901 — 9 октября 1962), которая вышла замуж за Фендалла Литтлпейджа Грегори в 1949 году[2].
- Александр Джордж Фрэнсис Дрого Монтегю, 10-й герцог Манчестер (2 октября 1902 — 23 ноября 1977)[2]
- Лорд Эдвард Юджин Фернандо Монтегю (26 июля 1906 — 4 мая 1954), в 1929 году женился на Норе Макфарлейн Поттер, дочери Альберта Эдварда Поттера из Онтарио, Канада. Они развелись в 1937 году, и в 1937 году он вторично женился на Дороти Вере Питерс. В 1947 году они развелись, и в 1947 году он женился в третий раз на Марте Мэтьюз Хаттон Боуэн. После ее смерти в 1951 году он женился в четвертый раз в 1952 году на художнице-портретистке Коре Келли, баронессе Келли. Его пятым браком был брак с Робертой Герольд Джоулин в 1953 году[2].
  - Родерик Эдвард Александр Монтегю (род. 1 января 1930), сын от первого брака с Норой Макфарлейн Поттер
- Леди Эллен Миллисент Луиза Монтегю (5 января 1908 — 2 августа 1948), муж с 1936 года Герман Мартин Хофер. Они развелись в 1944 году, и она вышла замуж за Джона Нормана Шейрпа в 1945 году[2].

Герцог и герцогиня Манчестерские развелись в декабре 1931 года. 17 декабря 1931 года герцог Манчестер во второй раз женился на актрисе сцены Кэтлин Доуз (3 февраля 1897 — 28 марта 1966), дочери У. Х. Доуз, театрального менеджера Вест-Энда, который был из Гринуича, штат Коннектикут. Его второй брак оказался бездетным.
Герцог Манчестер скончался в Сифорде, графство Восточный Суссекс, 9 февраля 1947 года в возрасте 69 лет, и его титулы унаследовал его старший сын Александр Монтегю, 10-й герцог Манчестер. Вдовствующая герцогиня Манчестерская умерла 28 марта 1966 года.

## Титулы
- 9-й герцог Манчестер (с 18 августа 1892)
- 12-й граф Манчестер, графство Ланкастер (с 18 августа 1892)
- 12-й виконт Мандевиль (с 18 августа 1892)
- 12-й барон Кимболтон из Кимболтона, графство Ланкастер (с 18 августа 1892).